# GN Весов
GN Весов (лат. GN Librae) — двойная затменная переменная звезда (E) в созвездии Весов на расстоянии (вычисленном из значения параллакса) приблизительно 12202 световых лет (около 3741 парсека) от Солнца. Видимая звёздная величина звезды — от +14,4m до +13,7m.